# ヴィラ・レアル県
ヴィラ・レアル県 （ヴィラ・レアルけん、Distrito de Vila Real）は、ポルトガル北部の県。北はスペイン・ガリシア州、東はブラガンサ県、南はヴィゼウ県、西はポルト県およびブラガ県と接する。
ヴィラ・レアル県には以下の14の地方自治体がある（アルファベット順）。
- アリジョ（pt:Alijó）
- ボティカス（pt:Boticas）
- シャーヴェス（Chaves）
- メサン・フリオ（pt:Mesão Frio）
- モンディン・デ・バスト（pt:Mondim de Basto）
- モンタレグレ（pt:Montalegre）
- ムルサ（pt:Murça）
- ペソ・ダ・レグア（pt:Peso da Régua）
- リベイラ・デ・ペーナ（pt:Ribeira de Pena）
- サブローサ（pt:Sabrosa）
- サンタ・マリア・デ・ペナグイアン（pt:Santa Marta de Penaguião）
- ヴァルパソス（pt:Valpaços）
- ヴィラ・ポウカ・デ・アギアール（pt:Vila Pouca de Aguiar）
- ヴィラ・レアル（en:Vila Real）